# زولتان ناغي (لاعب هوكي الجليد)
زولتان ناغي (بالرومانية: Zoltan Nagy)‏ هو لاعب هوكي الجليد روماني، ولد في 19 أغسطس 1955 في ميركورا تشيوك في رومانيا.

## وصلات خارجية
- زولتان ناغي على موقع أوليمبيديا (الإنجليزية)